# Entosthodon kochii
Entosthodon kochii är en bladmossart som beskrevs av H. Crum och Lewis Edward Anderson 1955. Entosthodon kochii ingår i släktet koppmossor, och familjen Funariaceae. Inga underarter finns listade i Catalogue of Life.